# Guerra de Olancho
La guerra de Olancho fue un conflicto armado que duró entre 1864 y 1868 que se dividió en tres fases el cual mantuvo varios matices sociales, políticos y territoriales acaecidos en el oriente de la república de Honduras nacido como el intento de independencia del Departamento de Olancho de convertirse en una nación independiente.

## Antecedentes

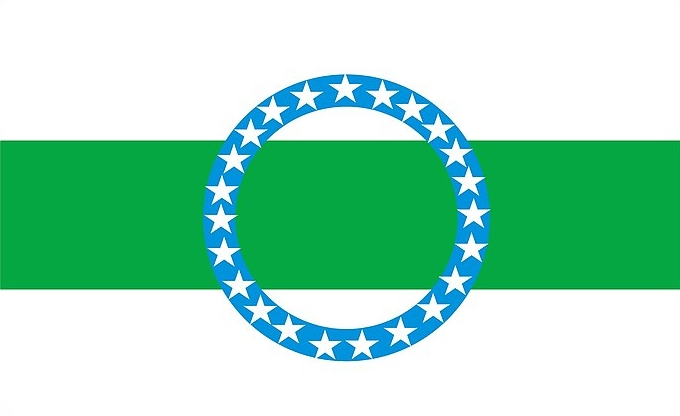
Bandera de Olancho.

Olancho o “Huilancho,” es mencionado desde 1526 cuando fue tierra en disputa entre los intereses de Hernán Cortés, en Trujillo (Honduras), y los de Pedrarias Dávila, en León (Nicaragua); el motivo, el quedar a la mitad de la ruta directa entre los dos mares.
En un principio el territorio de Olancho fue colonizado por terratenientes españoles quienes fundaron sus haciendas ganaderas, seguidamente al encontrarse yacimientos de metales preciosos, fue poblándose aún más con migraciones del interior de la Provincia de Honduras y del norte de Nicaragua; después por capitalistas ingleses, norteamericanos y hondureños, fueron numerosos los frailes misioneros que vinieron a evangelizar a la población indígena y tratar de censar y cartografiar el extenso territorio. No fue en vano una vez la solicitud del pueblo de Olancho de convertirse en nación independiente de Honduras, al ser sus tierras ricas y prosperas, más la negativa y la sumisión de dicho pueblo quedarían en evidencia durante los gobiernos conservadores hondureños.
En 1862 el Estado de Honduras, se declaraba como una república recayendo el título de primer presidente republicano al Capitán General José María Medina, símbolo del conservadurismo y que más periodos hizo como gobernante de la nación centroamericana; su antecesor en la presidencia el senador José Francisco Montes Fonseca sufrió la revuelta de los olanchanos en 1863, cuando el miedo imperaba en Tegucigalpa al verse asediada por las tropas rebeldes olanchanas que contaban con el genio militar del general Florencio Xatruch; el comandante de las tropas gubernamentales en Olancho era el Coronel José María Zelaya Ayes quien se encargó de disuadir y encontrar los conatos rebeldes, En Juticalpa Zelaya fue informado que Cástulo Cruz dirigía al denominado "Ejército Libertador de Olancho" quienes llevaron un manifiesto en el cual declaraban, entre otras cosas: "El pueblo de Olancho es libre y será gobernado por una comisión de cinco individuos... el señor Francisco Montes, no es ya presidente legítimo de los olanchanos, porque su mando ha atentado contra la vida y demás derechos de los hondureños,...el señor José María Zelaya deja de ser autoridad militar...". El 2 de febrero José María Zelaya con el grueso de su ejército y con amplía mayoría en armamento atacó a la sublevación y la aplastó, los facciosos derrotados huyeron y se reagruparón en la aldea Guacoca, seguidamente se enfilarón a enfrentar a Zelaya en la Hacienda San Marcos, al mando del comandante Cástulo Cruz, los rebeldes fueron derrotados; Cruz falleció en el campo de batalla, los que lograron salvar sus vidas huyeron del lugar.
El detonante de la rebelión olanchana contra José María Medina fue que en fecha 7 de diciembre de 1864 sucedió la detención del diputado Rafael Rosales, representante de Olancho ante la cámara legislativa.

## Desafío al Presidente Medina
El 10 de diciembre de 1864 el mozo Serapio Romero y José Ángel Rosales reclutaron a varios habitantes y se manifestaron en Yocón, mencionando que eran seguidores del General Florencio Xatruch Villagra que éste les abastecía de armas. El General José María Medina envió nota a la Asamblea Constituyente y Xatruch fue retirado de su cargo de vicepresidente, antes Medina había dado la orden a las tropas gubernamentales de tomar la ciudad y detener la manifestación de cuyo resultado se decomisaron tanto dinero, como armas.

## Primer levantamiento
El 21 de diciembre de 1864 cerca de 200 insurgentes atacaron bajo la dirección de Barahona, Antúnez y Zavala la localidad de Juticalpa, asimismo se unió el cura Miguel Ángel Bustillo, párroco del pueblo de Manto. El general Pedro Fernández tuvo que repeler el ataque, las tropas de Manuel Barahona dejaron muchos heridos y muertos supuestamente no se planeaba acabar de esta manera, la manifestación.

### La represión del levantamiento
El 23 de diciembre de 1864, el gobierno de José María Medina impuso el estado de emergencia en el territorio de Olancho. Seguidamente para el 25 de diciembre de 1864, Medina dio la orden escrita con los puntos marcados a su ministro el Doctor Francisco Cruz Castro, de tal forma se permitía que sus oficiales mataran a los prisioneros de la sublevación. La Constitución de 1848 vigente en Honduras no enmarcaba la abolición de la "pena de muerte" y a los civiles no se les permitía ser juzgados por tribunales militares. Es así que el general Medina optó por deshacerse de los sublevados olanchanos.
Los mejores comandantes de Medina, el General Juan López y el coronel Juan Antonio Medina Orellana "Medinita" y el Coronel Andrés García Comandante de Dragones de Yoro, ejecutaron al pie de la letra, lo ordenado en la carta, todos los habitantes sublevados de Olancho pagarían las consecuencias, muchos hogares fueron destruidos, 200 hombres fueron fusilados y 500 fueron ahorcados, a esto se le denominó la "Ahorcancina de Olancho".

## Segundo levantamiento
Enero de 1865
El Teniente Leandro Rodríguez junto con 30 soldados de su guarnición, se enfrentaron a más de 100 rebeldes, en Juticalpa, seguidamente en su refuerzo llegó el Teniente Pedro Muñoz con 35 soldados más en camino de Juticalpa y La Unión, procedente de Jano, siendo fechado el 29 de enero de 1865, en la localidad de San Francisco de la Paz, el teniente coronel Esteban Burgos, se enfrentan a los rebeldes comandados por el oficial Fabián Turcios en las localidades de Gualaco y San Esteban; las fuerzas rebeldes fueron dispersadas en esta ocasión. Más tarde, siendo liderados por el coronel Manuel Barahona, coronel Francisco Zavala y coronel Bernabé Antúnez marcharon junto a más de 1000 olanchanos hacia Tegucigalpa. El presidente Medina esta vez, encabezó una expedición de castigo y fue el primero en disparar. En combate los rebeldes se dispersaron, Bernabé Antúnez buscó en el pueblo de Gualaco a un amigo suyo de nombre Concepción Padilla para que le ayudase; pero, Concepción ya había realizado un trato con las tropas gubernamentales con el fin de que le limpiasen su imagen como miembro de la facción rebelde, y traicionó a Antúnez, entregándolo al Coronel Inocente Solís quien se encontraba cerca con otros soldados vestidos de paisanos, el coronel Solís, al tener a Antúnez en su poder, procedió a cortarle la cabeza.
Otra vez el departamento de Olancho pagó las consecuencias. Fueron incendiadas varias aldeas y sus habitantes muertos en combate o ejecutados o en su caso muchas personas fueron deportadas, otros huyeron del territorio Olancho, esta situación redujo dramáticamente la población y hasta la capital de Olancho que había sido Manto, fue trasladada a la ciudad de Juticalpa, que hasta hoy es la cabecera departamental.
Antes de arribar a la ciudad de Juticalpa se encuentra una cordillera que corta el valle con el río Guayape y también se encuentra el Cerro El Vigía o (La Guardia), éste se llama así, porque en los primeros años de la conquista española al territorio de Olancho, el cerro se utilizó como una torre de vigilancia. A continuación se encuentra la ciudad de Juticalpa que se divisa en todas las direcciones y desde allí y se extiende por más de dos cuadras alrededor de la iglesia. Después del levantamiento de 1865 en el Cerro El Vigía se erigió una jaula de hierro en el que los cuerpos de los Coroneles Antúnez y Zavala fueron exhibidos a la vista de la población.
El hechor de esto fue el General Fernández quien disfrutó de su obra y dejó las jaulas custodiadas por sus soldados para evitar que los pobladores de Olancho les dieran a los restos, un entierro cristiano y honroso, muchos olanchanos hacían peregrinación al Cerro, para visualizar los cadáveres que yacían con los órganos y partes del cuerpo a la vista. Esto también era para ejemplarizar tanto a los pobladores de Olancho como también una forma de disuadir al gobierno conservador de Guatemala, encabezado por el General José Rafael Carrera Turcios de no intervenir en Honduras.

## Tercer levantamiento
Tres años después en una noche fechada 9 de julio de 1868, 19 conspiradores se reunieron para secuestrar a varios políticos del gobierno, entre ellos el Licenciado Máximo Cordón y el Licenciado Crescencio Gómez Valladares, en el pueblo Calona, separado por el Río Guayape de la ciudad de Juticalpa. Nazario Garay, suplente del General Pedro Fernández, Comandante del ejército de Olancho, dormía a tres calles de distancia de la guarnición de Catacamas, en la casa de Wenceslao Calix, también la mayoría de los soldados gubernamentales dormían y es allí cuando Serapio Romero actuó y dio un plazo de ocho a diez días a Garay para retirar a las tropas de Olancho. Seguidamente el 9 de agosto de 1868, un grupo de insurgentes al mando de Serapio Romero, ataca el cuartel de la ciudad de Juticalpa, el subcomandante de la guarnición de Juticalpa era Nazario Garay quien se enfrentó a Romero en una batalla con machetes, Serapio Romero "Cinchonero“ fue el ganador, en la revuelta perdió la vida Nazario Garay y otro soldado más que intento intervenir.
Serapio Romero victorioso fue a la ciudad de Juticalpa, a recoger los esqueletos de Antúnez y Zavala exhibidos aún desde el Cerro El Vigía y ordenó su enterramiento con honores militares. En una carta fechada el 11 de julio de 1868 dirigida al general Pedro Fernández, por Serapio Romero donde le manifiesta que la muerte de Nazarino Garay se presentó como un acto de legítima defensa de su persona.
Serapio Romero para ese entonces ya contaba con una alianza con el General Florencio Xatruch Villagra, quien fue apartado de la vicepresidencia anteriormente y refugiado en El Salvador, bajo el amparo del presidente de aquel país Francisco Dueñas, quien lo había promovido a Comandante de Armas de San Miguel, con este hecho, se recurría a la acción de desviar tropas de El Salvador hacia Honduras y así tomarse los departamentos de Tegucigalpa y Comayagua y que los levantamientos de Olancho contribuyan a la caída de José María Medina. Acto seguido el gobernante hondureño José María Medina, envió una expedición de castigo a Olancho. Esta vez los insurgentes fueron derrotados en Juticalpa y Catacamas por las tropas al mando del general Pedro Fernández, prácticamente solo Serapio Romero huyó con dirección hacia el norte de Olancho.
Más tarde, el 22 de julio de 1868 la gente de la aldea de Yocón bajo el mando de Sotero Ávila en la localidad de "Los Ingenecitos", Serapio Romero fue capturado y llevado a Manto, donde se inició una audiencia con un Tribunal. Durante el interrogatorio Serapio Romero, había mencionado que tuvo la intención de derrocar el gobierno de Medina. La razón es que sus administraciones presidenciales habían vendido el territorio de Honduras y que la economía nacional estaba en la quiebra debido al proyectado Ferrocarril Nacional de Honduras, ideado y construido para unir a Honduras desde el puerto de Amapala hacia la costa norte y que sería utilizado por países extranjeros, pero ninguna ganancia sería para los hondureños. Serapio Romero, fue encontrado culpable de sublevación y fue ejecutado mediante decapitación.

## Consecuencias
- Olancho se había convertido en un territorio despoblado, pero al fin pacificó.
- El Estado de Honduras se vio inmerso en la pobreza, las guerras improvistas, el gobernante medina se rodeó de enemigos y su ingenuidad sobre el proyecto ferroviario, la pérdida de dinero y deudas internacionales, más la devaluación monetaria, causó la desgracia a un país que emergía aprovechando sus riquezas lentamente, pero seguro
- Desplazamiento forzoso de cientos de familias hacia otyras zonas del país.
- Desconfianza del pueblo hondureño y de los demás gobiernos centroamericanos, en la administración gubernamental del General José María Medina, las supresiones que causaba la filosofía conservadora y la inestabilidad política.
- El Departamento de Olancho fue creado como tal mediante decreto gubernamental en 1872 y ratificado en la Constitución de Honduras de 1873.
- En fecha 25 de junio de 1975, sucedió una nueva desgracia en el departamento de Olancho, la denominada "Masacre de Los Horcones/Santa Clara" una matanza de 15 personas, entre ellos dos sacerdotes, indígenas y líderes campesinos asociados que se encontraban reunidos, en el hecho se involucraba como autores intelectuales y ejecutores a ricos hacendados, políticos y oficiales militares, entre ellos el señor José Manuel Zelaya Ordóñez (padre del expresidente José Manuel Zelaya Rosales, el Mayor José Enrique Chinchilla, el Teniente Benjamín Plata y Carlos Bahr los cuales fueron puestos en libertad, mediante una amnistía dictada por el General Policarpo Paz García, en el mes de agosto de 1980, mientras fungía como Presidente de Honduras. En 1982 Benjamín Plata fue nombrado agregado militar en la Embajada de Honduras en la república de Panamá.[7]
- Siglo XX. En la década de 1980, apareció en Honduras el Movimiento Popular de Liberación Chinchoneros (MPLC) cuyo nombre lo adoptaría en honor de Serapio Romero "Cinchonero", este movimiento fue perseguido por el Escuadrón de la muerte „Batallón 3-16“ comandos de inteligencia de las Fuerzas Armadas de Honduras. A este movimiento se le acusó del secuestro del avión Vuelo 414 de la aerolínea hondureña SAHSA en 1981 y de la muerte del exjefe del Estado Mayor de las Fuerzas Armadas, general Gustavo Álvarez Martínez ocurrido en 1989, en la ciudad de Tegucigalpa, MDC.[8]